# Sphenomorphus microtympanus
Sphenomorphus microtympanus är en ödleart som beskrevs av  Allen E. Greer 1973. Sphenomorphus microtympanus ingår i släktet Sphenomorphus och familjen skinkar. IUCN kategoriserar arten globalt som otillräckligt studerad. Inga underarter finns listade i Catalogue of Life.